# Antille Olandesi ai Giochi della XIX Olimpiade
Le Antille Olandesi parteciparono ai Giochi della XIX Olimpiade che si sono svolti a Città del Messico dal 12 al 27 ottobre 1968, con una delegazione di cinque atleti, impegnati in due discipline: scherma e sollevamento pesi. Fu la quarta partecipazione di questo paese ai Giochi. Non fu conquistata nessuna medaglia.